# Величко Іван Іванович (військовик)
Іван Іванович Величко (1787—1858) — російський військовик, генерал-майор, участник Вітчизняної  війни 1812 року, придушення польского повстання 1830 року і  Кримської війни (1853—1856).

## Життєпис
Народився в селі Замостя, поблизу Прилук Полтавської губернії. Походив з козацько-старшинського і дворянського роду, заснованого дідом, 1-м полковим осавулом Прилуцького полку Війська Запорозького (1742–1764) Яковом Степановичем Величком  .
Батько, Іван Якович Величко, відставний поручик, до дворянства зарахований 1790 р., служив у Прилуках земським суддею, був власником 292 кріпаків. 
Освіту отримав у батьківському маєтку в приватному пансіоні для дворянських дітей, створеному відомим українським педагогом і письменником  П.П. Білецьким-Носенком .
Вступив на державну службу у вересні 1801 р., служив канцеляристом у Прилуцькому повітовому земському суді, в травні 1803 р. був проведений губернським реєстратором. З листопада 1804 р. по квітень 1807 р. продовжував службу в Чернігівському наказі громадської опіки .    
У квітні 1807 р. став ад'ютантом начальника земського війська Ніжинського повіту Чернігівської губернії.
Після семи років цивільної служби обрав військову кар'єру, вступивши в кінці 1807 р. юнкером у новосформований Лубенський гусарський полк, а 20 вересня 1808 р. отримав перший обер-офіцерський чин корнета. Учасник Вітчизняної війни 1812 р., брав участь у справі під Мозиром. У 1813 р. в чині поручика (1810) став кавалергардом, у складі Кавалергардського полку брав участь у закордонному поході російської армії 1813–1814 рр.
, учасник боїв під Лейпцигом і Фершампенуазом, отримав чин ротмістра.
У 1815 р. переведений в Ліфляндський кінно-єгерський полк, а з 1820 р. продовжував службу в Єлисаветградському уланському полку, в 1826 р. – майор. Відзначився у придушенні польського повстання 1830–1831 рр., був учасником штурму Варшави, отримав чин підполковника (1831). 
З 1832 р. командував Новомиргородським уланським полком, а в 1835 р. затверджений його командиром та отримав чин полковника (1837). 
У 1841 р. звільнився зі служби з мундиром і повним пенсіоном через смерть дружини – треба було виховувати неповнолітніх дітей. З 1844 р. поновився на військовій службі, командував Ризьким драгунським полком. 
У 1851 р. отримав чин генерал-майора і був призначений командиром 2-ї бригади у складі Київського і Інгерманландського гусарських полків (6-а Легка кавалерійська дивізія). У 1852 р. отримав відпустку на 6 місяців для лікування. Брав участь у Кримській війні 1853–1856 рр., знаходився в Криму, але через хворобу кілька битв пропустив.
Помер 1 (13) березня 1858 р., похований у селі Березівка Тамбовського повіту Тамбовської губернії.

## Сім’ї
Перша дружина – Надія Кондаурова, діти: 
- Надія Іванівна Величко, нар. 1824;
- Анна Іванівна Величко, нар. 1825;
- Софія Іванівна Величко, нар. 1828;
- Іван Іванович Величко, (1829–1911);
- Віра Іванівна Величко, нар. 1830;
- Любов Іванівна Величко (Соболевська), нар. 1832;
- Єлизавета Іванівна Величко, нар. 1833;
- Олександра Іванівна Величко (Скорятіна),  нар. 1834.

Друга дружина – Єлизавета Григорівна, вроджена Золотарьова, діти:
- Маргарита Іванівна Величко;
- Леонілла Іванівна Величко;
- Костянтин Іванович Величко, (1856–1927).

## Нагороди
- Св. Володимира 4-го ступеня з бантом (1814).
- Польська відзнака за військове достоїнство Virtuti Militari 3-го ступеня (1831).
- Св. Георгія 4-го ступеня (1832).
- Св. Станіслава 2-го ступеня (1834).
- Св. Анни 2-го ступеня (1845).
- Св. Володимира 3-го ступеня (1850).